# Сокольники (Курганская область)
Сокольники — деревня в Сафакулевском районе Курганской области. Входит в состав Сулеймановского сельсовета.

## История
В 1966 г. Указом Президиума ВС РСФСР деревня отделения № 3 Яланского совхоза переименована в Сокольники.

## Население
| 1989 | 2002 | 2010 |
| ---- | ---- | ---- |
| 209  | ↘93  | ↘68  |

Национальный состав
Согласно результатам Всероссийской переписи населения 2002 года, в национальной структуре населения башкиры составляли 94 %.